# Frédéric-François Ier de Mecklembourg-Schwerin
Pour les articles homonymes, voir Frédéric-François.
Titre
Grand-duc de Mecklembourg-Schwerin
17 juin 1815 – 1er février 1837

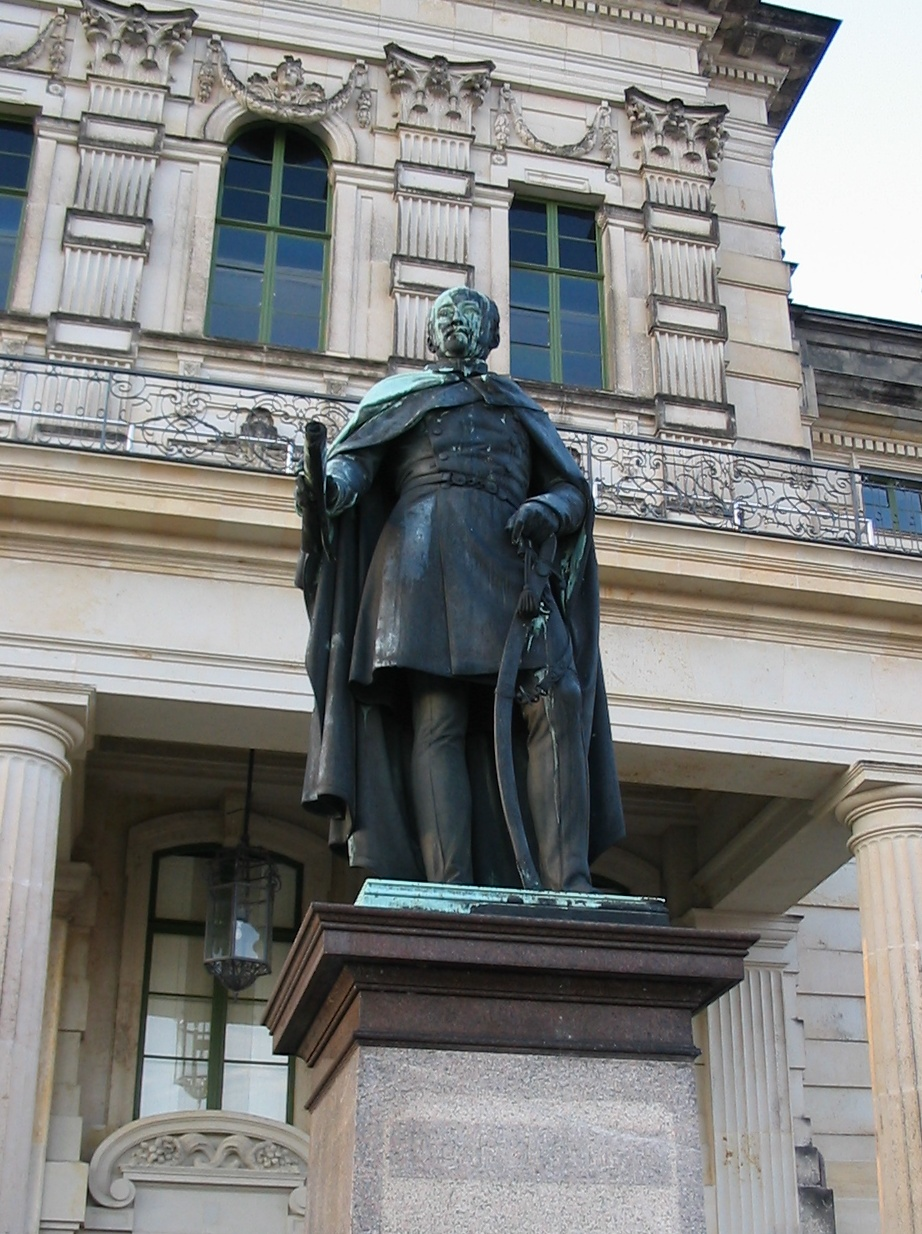
Statue de Frédéric-François Ier face au château de Ludwigslust

Frédéric-François Ier de Mecklembourg-Schwerin (en allemand : Friedrich Franz I von Mecklenburg-Schwerin), né le 10 décembre 1756 à Schwerin et mort le 1er février 1837 à Ludwigslust est duc, de 1785 à 1815, puis, après le congrès de Vienne, premier grand-duc de Mecklembourg-Schwerin de 1815 à 1837.

## Biographie
Fils de Louis de Mecklembourg-Schwerin et de Charlotte de Saxe-Cobourg-Saalfeld. Frédéric-François succède à son oncle Frédéric II en tant que duc souverain du Mecklembourg-Schwerin en 1785.
En 1803, Frédéric-François Ier de Mecklembourg-Schwerin annexe, en vertu du traité de Malmö Wismar, l'île de Poel et la ville de Neukloster détenus par la Suède depuis 1631.
En octobre 1806, Napoléon Ier triomphe lors des batailles d'Iéna et d'Auerstaedt ; la Prusse est impuissante. Les Français occupent, entre autres, de grandes parties de l'Allemagne du Nord, dont le Mecklembourg-Schwerin. Frédéric-François se réfugie sous la protection du Danemark à Altona, près de Hambourg, dans le Schleswig-Holstein. Il est autorisé par Napoléon à reprendre son trône, en juillet 1807, après que ce dernier ait négocié avec Frédéric-Louis de Mecklembourg-Schwerin[réf. nécessaire] l'entrée du duché de Mecklembourg-Schwerin dans la confédération du Rhin.
Après la retraite de Russie, Frédéric-François lève des troupes le 14 mars 1813 pour combattre la France, en tant que premier prince allemand de la confédération du Rhin, mais il doit à nouveau fuir brièvement devant les troupes françaises qui assiègent sa résidence. Lors du congrès de Vienne, il est élevé au titre de grand-duc. Son petit-fils Paul-Frédéric lui succède en 1837.

## Mariage et descendance
Le 1er juin 1775, Frédéric-François épouse Louise de Saxe-Gotha-Altenbourg (1756-1808). Ils ont six enfants :
- Frédéric-Louis (1778-1819), il épouse en 1799 la grande-duchesse Helena Pavlovna de Russie (1784-1803), fille de l'empereur Paul Ier de Russie et de Sophie-Dorothée de Wurtemberg, parents du futur grand-duc Paul-Frédéric de Mecklembourg-Schwerin ;
- Louise-Charlotte de Mecklembourg-Schwerin (1779-1801), en 1797, elle épouse Auguste de Saxe-Gotha-Altenbourg (fils d'Ernest II de Saxe-Gotha-Altenbourg) ; ils sont les parents de Louise de Saxe-Gotha-Altenbourg, mère du prince Albert de Saxe-Cobourg-Gotha et mari de la reine Victoria, d'où les souverains britanniques qui suivent ;
- Gustave-Guillaume de Mecklembourg-Schwerin (de) (1781-1851) ;
- Charles de Mecklembourg-Schwerin (de) (1782-1833) ;
- Charlotte-Frédérique (1784-1840), elle épouse en 1808 Christian VIII de Danemark (divorcés en 1810) ;
- Adolphe de Mecklembourg-Schwerin (de) (1785-1821).

## Généalogie
Frédéric-François Ier de Mecklembourg-Schwerin appartient à la lignée de Mecklembourg-Schwerin, cette lignée appartenant à la première branche de la maison de Mecklembourg s'éteint avec Frédéric-François V en 2001.
Sa fille Louise-Charlotte de Mecklembourg-Schwerin épousa Auguste de Saxe-Gotha-Altenbourg. Par leur fille Louise de Saxe-Gotha-Altenbourg, Frédéric-François Ier de Mecklembourg-Schwerin est l'un des ancêtres de la reine Élisabeth II.